# Caroline Agnese Raben
Caroline Agnese Raben (9. december 1738 – 13. marts 1810 på Egeskov Slot) var en dansk adelsdame, der var hofdame hos prinsesse Sophie Magdalene og patronesse for Odense Adelige Jomfrukloster.
Hun var datter af Christian Frederik Raben og Berte Scheel von Plessen.
1766 ægtede hun Henrik Bille og blev Dame de l'union parfaite 1767. Parret fik 4 børn, deriblandt Preben Bille-Brahe.